# Helicopsyche namtok
Helicopsyche namtok är en nattsländeart som beskrevs av Malicky och Chantaramongkol 1993. Helicopsyche namtok ingår i släktet Helicopsyche och familjen Helicopsychidae. Inga underarter finns listade i Catalogue of Life.